# Stepokurovití
Stepokurovití (Pteroclididae) je čeleď ptáků, jediná žijící skupina řádu stepokurů (Pteroclidiformes). 16 druhů stepokurů žije v otevřené bezlesé krajině Starého světa, především ve stepích a polopouštích. Vyskytují se v severní, jižní a východní Africe a na Madagaskaru, na Blízkém východě, v Indii až střední Asii a na Pyrenejském poloostrově. Stepokuři jsou tradičně řazeni do dvou rodů – dva středoasijské druhy do rodu Syrrhaptes a ostatní do rodu Pterocles; současné výzkumy však toto rozdělení zpochybňují.

## Popis
Stepokuři mají hlavu a krk malé, podobně jako holubi, tělo je zavalité. Dorůstají velikosti od 24 do 40 cm a hmotnosti 150–500 g. Mezi pohlavími nejsou velké rozdíly ve velikosti, i když jsou samci o něco větší. Mají dlouhá špičatá křídla, někdy i ocas; létají rychle a přímo. Létací svaly jsou silné, v případě potřeby dovedou rychle vzlétnout. Krátké nohy jsou opeřené až po prsty, u rodu Syrrhaptes jsou opeřené i prsty. Celkové zbarvení je kryptické, což je adaptace na sběr potravy na zemi v otevřené krajině. Samci se od samic výrazně liší kresbou opeření. Péra na břichu jsou speciálně adaptována k absorbování vody a jejímu zadržení, což umožňuje dospělým ptákům, především samcům, nosit vodu mláďatům, která se mohou zdržovat řadu kilometrů od napajedel.

## Chování

### Potrava a krmení

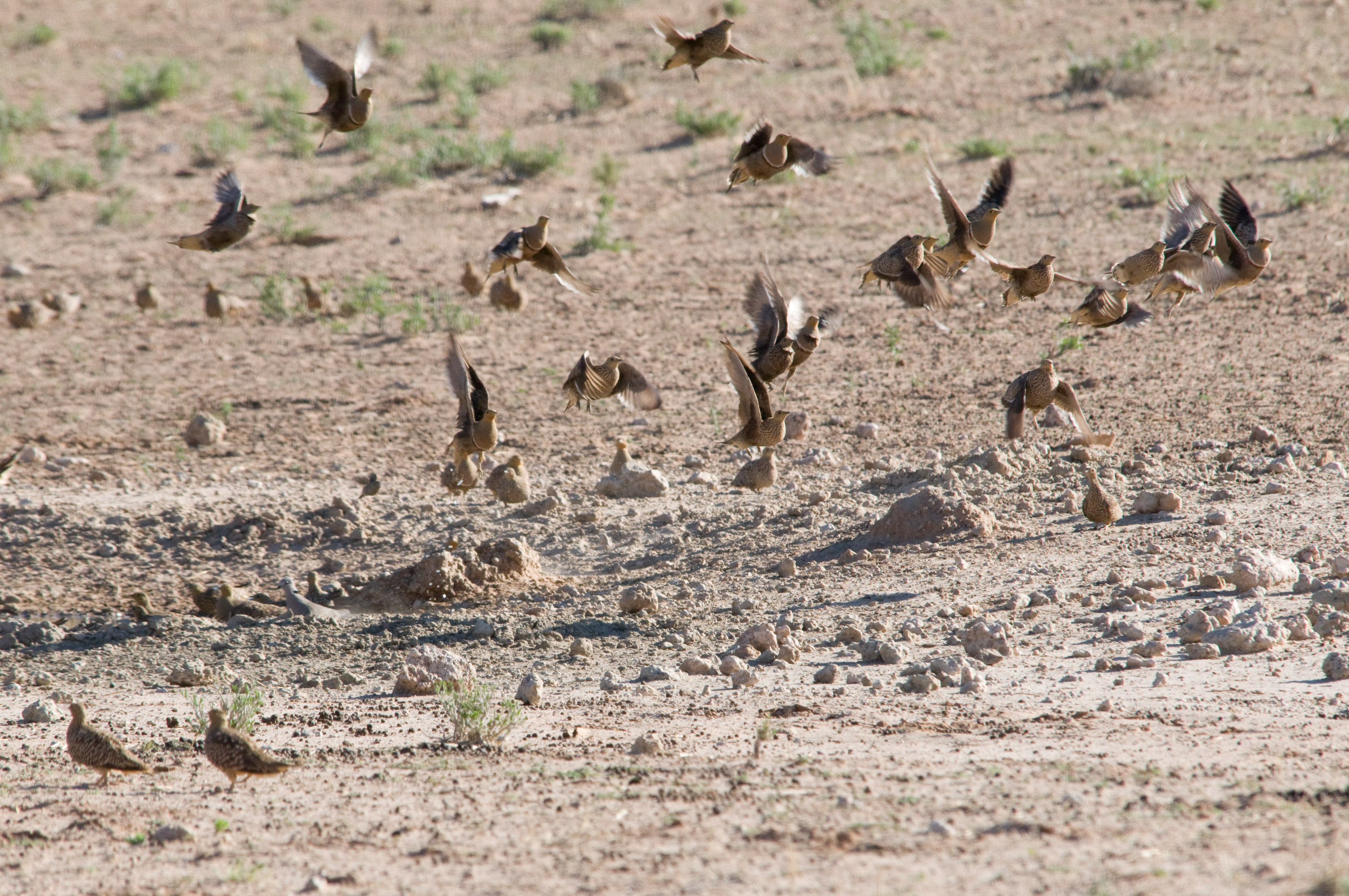
Stepokuři jsou společenští, krmí se a pijí ve velkých hejnech

Stepokuři se živí především semeny rostlin. V žaludků střelených jedinců bylo nalezeno mnoho dalších druhů potravy, ale jejich množství bylo natolik malé, že je možné považovat je za náhodně zkonzumovaný materiál. Mnoho druhů se potravně vysoce specializovalo, takže v jejich potravě převažují semena jen několika málo druhů rostlin. Tento jev může někdy odrážet aktuální dostupnost semen, ale za jiných okolností odráží skutečný výběr jednotlivých druhů. Často jsou upřednostňována semena rostlin čeledi Leguminosae. V zemědělských oblastech se často živí semeny obilnin. Semena sbírají na zemi nebo přímo z rostlin. U společně se vyskytujících druhů je technika sběru odlišná, aby se vyhnuly konkurenci; v Namibii se stepokur dvoupruhý (Pterocles bicinctus) krmí pomalu a metodicky, zatímco stepokur jihoafrický (Pterocles namaqua) sbírá potravu velmi rychle.
Stepokuři jsou sociální ptáci, sbírající potravu v hejnech čítajících až 100 jedinců. Jejich potrava je suchá, proto potřebují pravidelně navštěvovat napajedla, aby se napili. Při letu k napajedlu volají na ostatní jedince svého druhu, takže napajedlo mohou najednou navštívit stovky až tisíce ptáků. Některé druhy nepotřebují pít každý den a jeden druh, stepokur tibetský (Pterocles tibetanus), nelétá k napajedlům vůbec, pravděpodobně kvůli relativní dostupnosti vody v jeho životním prostředí. Většina druhů je stálá, ale stepokur kirgizský (Syrrhaptes paradoxus) je invazivní.

### Hnízdění
Stepokuři jsou monogamní. S příchodem hnízdní sezóny, většinou načasované do doby dozrávání semen po místním období dešťů, sílí tendence k rozpadu hejn do jednotlivých párů. Hnízdiště není více než malý důlek v zemi příležitostně může mít tvar stopy. Většinou snášejí tři krypticky zbarvená vejce, příležitostně mohou být dvě, zřídka i čtyři. Partneři se v sezení střídají, samci sedí v noci a brzy ráno, samice během dne. Mláďata se líhnou obvykle po 20–25 dnech. Mláďata jsou nekrmivá, hnízdo opouštějí bezprostředně poté, co poslední vylíhnuté mládě oschne. Již po vylíhnutí jsou schopná sbírat potravu, ale potřebují se od rodičů naučit způsobu jejího sběru; proto zůstávají s rodiči po dobu několika měsíců. Zpočátku jsou mláďata příliš malá a mladá nato, aby byla schopna termoregulace, proto je rodiče ve dne stíní a v noci zahřívají.

## Vztah s člověkem
Stepokuři se s člověkem potkávají minimálně, především proto, že mnoho druhů žije v suchých neobydlených oblastech a v malých počtech. Obecně nejsou vyhledáváni jako lovná zvěř, protože nejsou obzvlášť chutní; příležitostně jsou však ve velkých počtech loveni u napajedel. Pokus o introdukci do Nevady (USA) selhal, ale byli vysazeni na Havaji. Žádný druh není považován za ohrožený, ačkoliv došlo místně k zmenšení areálu, zvláště v Evropě.

## Taxonomie
Stepokuři byli původně zahrnováni mezi měkkozobé (Columbiformes), především kvůli citované schopnosti pít vodu sáním pomocí peristaltických stahů jícnu („Nicméně jediná další skupina, která vykazuje stejné chování, čeleď Pteroclidae, je umístěna do příbuzenstva holubů jen na základě této pochybné, velmi staré charakteristiky“). V novější době bylo prokázáno, že toho nejsou schopni a jsou nyní považováni za příslušníky samostatného řádu Pteroclidiformes. Byli považováni za blízce příbuzné pěvcům, jinými autory jsou kladeni do příbuzenstva bahňáků. Ve studii na základě analýzy DNA byli zařazeni do skupiny Metaves společně s holubovitými (Columbidae). V novější studii byli zařazeni na podobné místo, a to na sesterskou pozici vůči kladu tvořenému holubovitými a mesity (Mesitornithidae). Skvrnitě zbarvená nekrmivá mláďata a zbarvení vajec (ačkoliv ne jejich tvar) blízce připomíná mláďata a vejce řady bahňáků. Vejce jsou téměř eliptická.

### Konvergentní evoluce
Stepokuři a praví kuři nejsou vůbec příbuzní. Kuři patří do řádu hrabaví (Galliformes), zatímco stepokuři tvoří řád Pteroclidiformes. Vnější podobnost mezi oběma skupinami je důsledkem konvergentní evoluce.

## Druhy
- Rod Syrrhaptes
  - S. tibetanus, stepokur tibetský
  - S. paradoxus, stepokur kirgizský
- Rod Pterocles
  - P. alchata, stepokur krásný
  - P. namaqua, stepokur jihoafrický
  - P. exustus, stepokur hnědobřichý
  - P. senegallus, stepokur saharský
  - P. orientalis, stepokur písečný
  - P. coronatus, stepokur korunkatý
  - P. gutturalis, stepokur žlutohrdlý
  - P. burchelli, stepokur kropenatý
  - P. personatus, stepokur madagaskarský
  - P. decoratus, stepokur východoafrický
  - P. lichtensteinii, stepokur pruhovaný
  - P. bicinctus, stepokur dvoupruhý
  - P. indicus, stepokur indický
  - P. quadricinctus, stepokur ozdobný